# Hyphantria punctata
Hyphantria punctata là một loài bướm đêm thuộc phân họ Arctiinae, họ Erebidae.